# Kirowski (Astrachan)
Kirowski (russisch Ки́ровский) ist eine Siedlung städtischen Typs in der Oblast Astrachan (Russland) mit 2249 Einwohnern (Stand 14. Oktober 2010).

## Geografie
Die Siedlung liegt in der Kaspischen Senke, im Wolgadelta gut 50 km südlich des Oblastverwaltungszentrums Astrachan, am linken Uder des Wolgaarms Nikitinski Bank.
Kirowski gehört zum Rajon Kamysjak und ist von dessen Verwaltungszentrum Kamysjak etwa 30 km in südlicher Richtung entfernt.

## Geschichte
Der Ort hieß zunächst Nikitinskije promysli, nach dem dort fließenden Wolgaarm; promysly, etwa ‚Fangbetriebe‘, bezog sich auf die dort ansässige Fischereiwirtschaft. 1934 wurde er nach dem ermordeten Politiker Sergei Kirow benannt und erhielt 1938 den Status einer Siedlung städtischen Typs.

### Bevölkerungsentwicklung
| Jahr | Einwohner |
| ---- | --------- |
| 1939 | 2208      |
| 1959 | 2880      |
| 1970 | 2813      |
| 1979 | 2652      |
| 1989 | 2446      |
| 2002 | 2259      |
| 2010 | 2249      |

Anmerkung: Volkszählungsdaten

## Wirtschaft und Infrastruktur
Hauptwirtschaftszweig sind Fischfang und -verarbeitung. Kirowski ist Endpunkt einer von Astrachan kommenden Straße, die zunächst als Regionalstraße R214 zum Rajonzentrum Kamysjak führt und weiter dem linken Ufer der Wolgaarme Kamysjak, Artelnaja und Nikitski Bank folgt.